# Heinz Rühmann

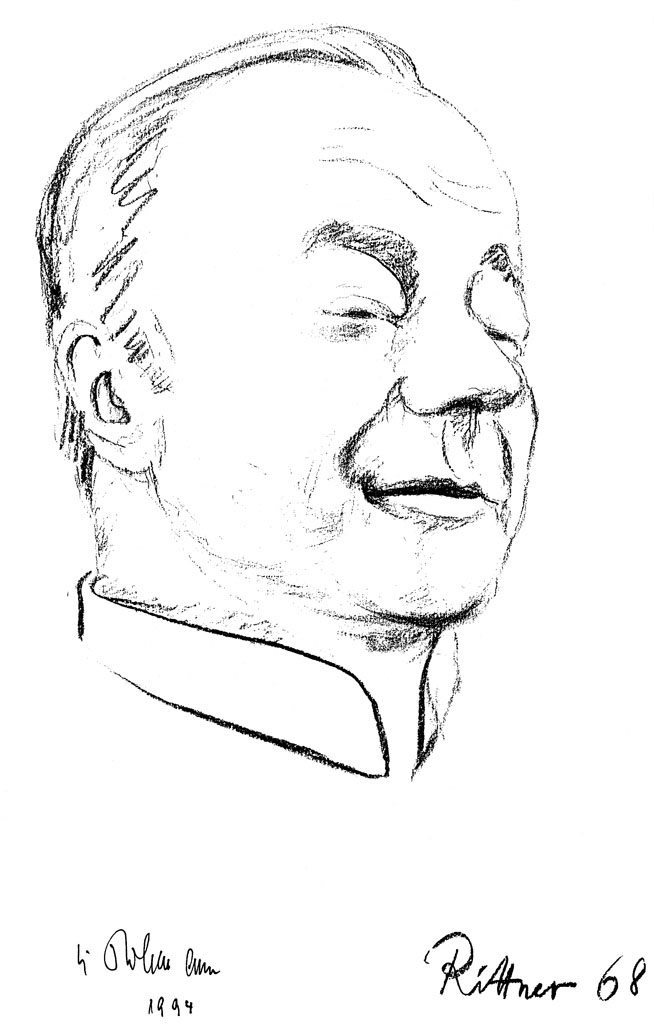
Heinz Rühmann na rysunku Güntera Rittnera, 1968

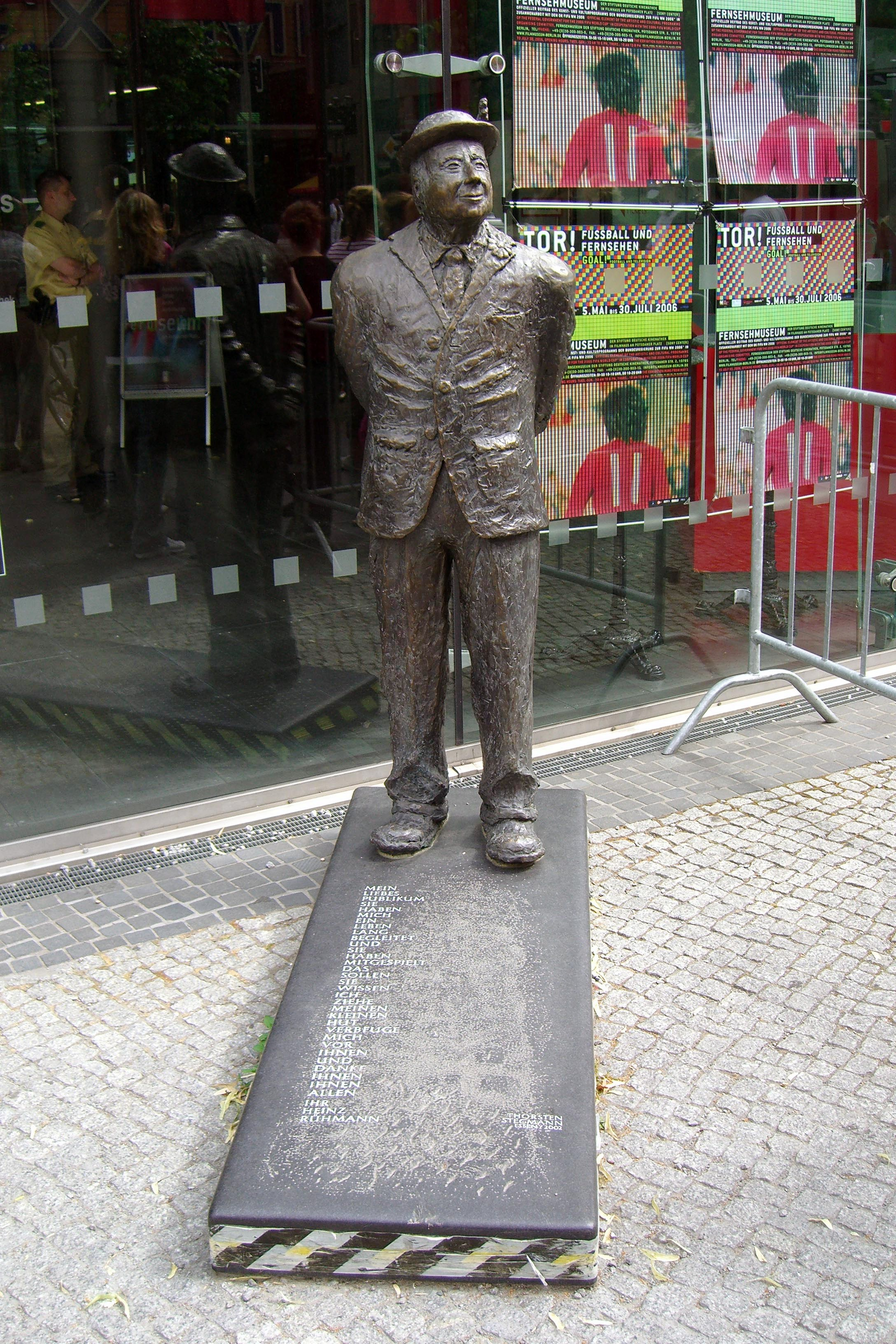
Posąg Heinza Rühmanna w Berlinie

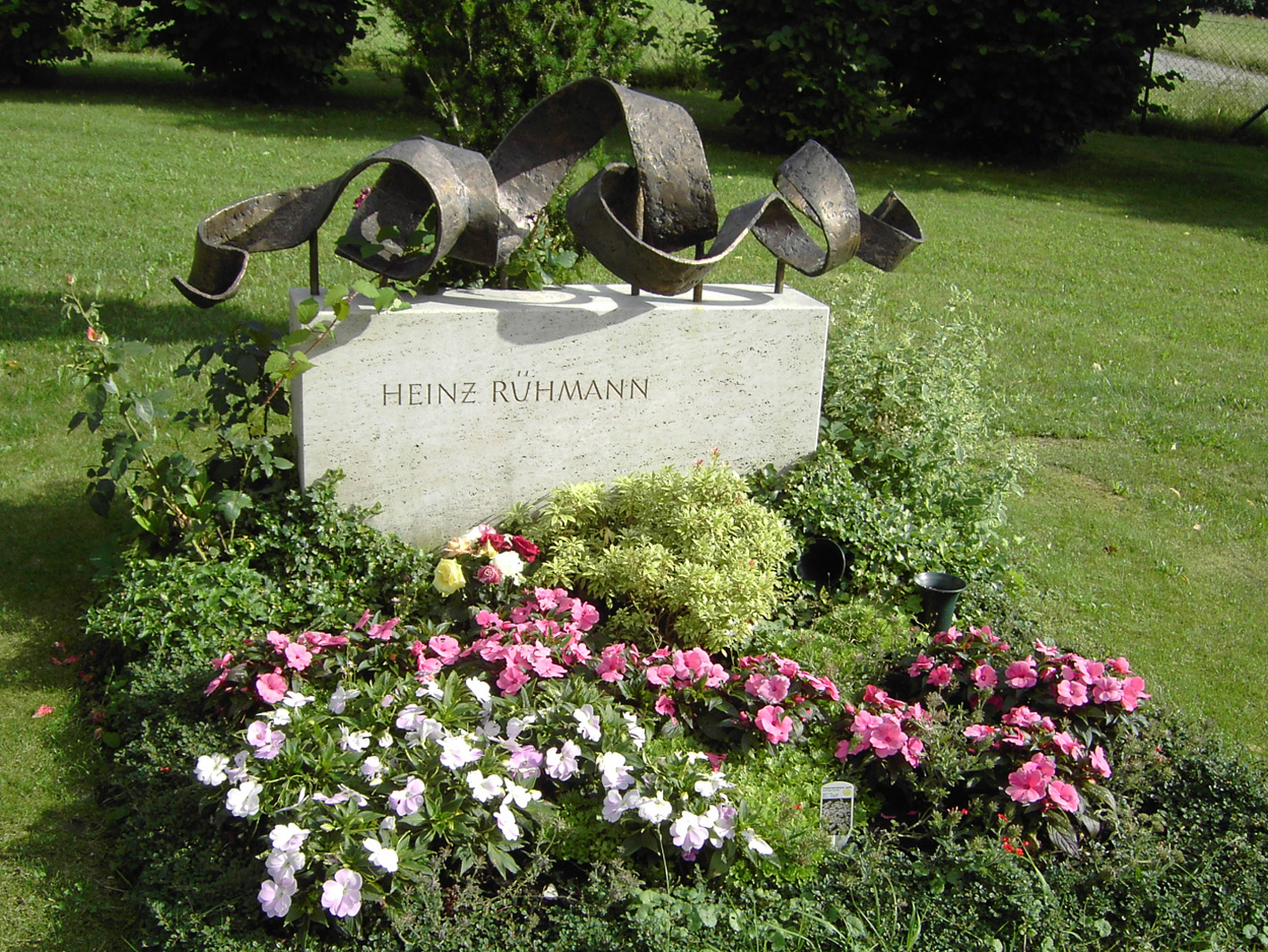
Miejsce spoczynku Heinza Rühmanna
w Aufkirchen

Heinz Rühmann (ur. 7 marca 1902 w Essen, zm. 3 października 1994 w Aufkirchen w Bawarii) – niemiecki aktor filmowy. Należał do najsławniejszych niemieckich aktorów XX wieku.

## Życie
Heinz urodził się 7 marca 1902 w Essen jako syn Hermanna i Margarethe Rühmann. Dzieciństwo spędził w Herne w dzielnicy Wanne. Jego ojciec dzierżawił tam gospodę przy dworcu kolejowym. Po dziś dzień plac w jego pobliżu o nazwie Heinz-Rühmann-Platz przypomina związki aktora z tym miejscem. W 1913 rodzina przeniosła się do Essen, gdzie jego rodzice prowadzili hotel przy dworcu głównym. Rozwiedli się w 1916, a ojciec popełnił samobójstwo. Jego matka przeprowadziła się wraz z trojgiem dzieci (Heinrich i jego dwie siostry) do Monachium. Tam Rühmann uczęszczał w 1919 roku do szkoły realnej przy Regerplatz. Pobierał lekcje aktorskie i już w czerwcu 1920 roku otrzymał swoją pierwszą rolę drugoplanową w teatrze we Wrocławiu. W 1922 przeniósł się do teatru w Hanowerze, gdzie występował razem z Theo Lingenem. Po licznych angażach w Bremie i Monachium poślubił 9 sierpnia 1924 roku swoją koleżankę z pracy Marię Bernheim.
Jego pierwszy film niemy „Das deutsche Mutterherz” został nakręcony w roku 1926. Po dalszych rolach filmowych jego popularność stale rosła, tak iż otrzymał rolę teatralną u boku Marleny Dietrich. 1930 rok był przełomowy w jego karierze aktorskiej za sprawą filmu „Trzech przyjaciół” (Die drei von der Tankstelle) i należał odtąd obok Hansa Albersa do najbardziej lubianych niemieckich aktorów.

### Kariera w III Rzeszy
Po przejęciu władzy przez narodowych socjalistów Rühmann nie wypowiadał się publicznie o polityce w Niemczech, ale zachowywał się możliwie neutralnie. Rozwiódł się ze swoją żoną pochodzenia żydowskiego w roku 1938. Przeżyła ona czas nazistowski w Sztokholmie. Zarzucano mu potem, że chciał zabezpieczyć swoją karierę filmową, jednakże i tak małżeństwo było prawdopodobnie w rozsypce. Przemawia za tym fakt, że także jego druga żona Hertha Feiler, również miała dziadka z pochodzeniem żydowskim, co doprowadziło do spięć Rühmanna z nazistami. Z tego małżeństwa urodził się jego syn Peter. Rühmann był również w dłuższym związku ze swoją koleżanką Leną Marenbach, partnerką filmową z takich produkcji jak „Der Mustergatte” oraz „Fünf Millionen suchen einen Erben”. Podczas okresu rządów nazistów zachował on miano gwiazdy apolitycznej, był ulubionym aktorem Anny Frank, która miała jego obraz z filmu „Raj kawalerów” (1939) powieszony na ścianie w kryjówce w Amsterdamie.
W latach wojennych Rühmann dał się stopniowo uwikłać w propagandę nazistowską. W tym czasie był odtwórcą w 37 filmach, oraz był reżyserem czterech. Przyjął rolę w filmie komediowym „Nieustraszony pilot Quax”, który miał na celu odwrócenie uwagi społeczeństwa od wydarzeń wojennych. W 1941 roku grał rolę kontrolera instalacji gazowych, podejrzanego o szpiegostwo za granicą w filmie Carla Froelicha, prezydenta korporacji filmowej Trzeciej Rzeszy. W 1944 odbyła się premiera filmu „Die Feuerzangenbowle”. Początkowo był on przez nazistów zabroniony ze względu na brak respektu wobec autorytetów. Jednak przez dobre stosunki z reżimem Rühmann zdołał uzyskać zgodę na jego prezentację, pokazując film w samej kwaterze „Führera” w Wilczym Szańcu. Odbył się tam prywatny pokaz dla, między innymi, Hermanna Göringa, który poprzez wstawiennictwo u Hitlera zniósł zakaz jego wyświetlania. Wcześniej ta sama historia pod tytułem „So ein Flegel” nie przyniosła takiego sukcesu. Heinz Rühmann nie został wcielony do Wehrmachtu ze względu na miano aktora państwowego. Jego nazwisko figurowało na Gottbegnadeten-Liste (Lista obdarzonych łaską Bożą w III Rzeszy) wśród Niezastąpionych. Musiał on jedynie przejść szkolenie jako pilot na wojskowym lotnisku Quarmbeck, na południe od Quedlinburga. Był on dla reżimu znacznie ważniejszy jako aktor niż jako zwykły żołnierz. Jednak po dziś dzień krążąca plotka, jakoby Rühmann był kapitanem niemieckiej Luftwaffe jest nieprawdziwa.

### Kariera po wojnie
28 marca 1946 roku podczas tzw. denazyfikacji zdecydowano, że nie ma podstaw, aby zabronić mu dalszej aktywności twórczej, do momentu tej decyzji miał on jednak zakaz występowania. Reakcją na pozwolenie na dalszą pracę, było ubieganie się o zgodę na wystawianie sztuk teatralnych, podróżował wtedy z małą grupką teatralną. W 1947 roku założył stowarzyszenie filmowe „Comedia”, które w roku 1953 po wielu niepowodzeniach zbankrutowało.
Dopiero z pomocą reżysera Helmuta Käutnera udał mu się powrót do aktorstwa, najpierw w filmie „Keine Angst vor großen Tieren”, a potem w 1956 w tragikomedii „Kapitan z Köpenick” (według Carla Zuckmayera), gdzie zagrał szewca Wilhelma Voigta, za co został odznaczony w 1957 roku nagrodą niemieckiej krytyki filmowej. W kolejnych latach grał w wielu filmach rozrywkowych o różnej jakości i nawiązywał do swoich wcześniejszych osiągnięć. W 1966 otrzymał Order Zasługi Republiki Federalnej Niemiec.
Rühmann występował również w teatrze w Monachium, w sztukach w reżyserii Fritza Kortnera, jak np. „Czekając na Godota”. W latach od 1960 do 1962 był członkiem Teatru Zamkowego w Wiedniu. Grał w sztuce „Harvey” przy teatrze akademickim, wcielił się także w rolę Williego Lomana w „Śmierci komiwojażera” (Death of a Salesman). 31 grudnia grał rolę w produkcji „Die Fledermaus” w wiedeńskiej operze państwowej. W 1970 roku zmarła jego żona Hertha Feiler. W 1974 poślubił Herthe Droemer.
W ostatnich latach życia Rühmann odkrył swoje zamiłowanie do recytacji i zamienił scenę i srebrny ekran na studio nagraniowe i pulpit recytatorski. Dużą popularnością cieszyły się jego czytania z okazji świąt Bożego Narodzenia, pokazywane w niemieckiej ZDF oraz prezentowane w 1984 m.in. w kościele św. Michała w Hamburgu. W roku 1980 występował w „Stars in der Menge” z clownem Olegiem Popowem. Po śmierci jego koleżanki Edith Schultze–Westrum 20 marca 1981, z którą grał w latach 30 u Otto Fackenberga, wygłosił przemówienie żałobne na cmentarzu „Solln” w Monachium. W 1982 opublikował swoją autobiografię pod tytułem „Das war’s”.
Ostatni jego występ publiczny miał miejsce 15 stycznia 1994 roku w telewizyjnym show „Wetten, dass” z prowadzącym Thomasem Gottschalkiem. Od zgromadzonej tam publiczności otrzymał gromkie brawa, co wzruszyło go do łez.
Zmarł 3 października w Aufkirchen nad jeziorem Stanberg i został skremowany na jego własne życzenie. Urna została złożona na cmentarzu w Aufkirchen 30 października 1994 roku. Gmina Berg, do której należy Aufkirchen, zmieniła nazwę ulicy, na której mieszkał na „Heinz – Rühmann – Weg”.

## Pilot
Heinz Rühmann pobierał prywatne lekcje latania, między innymi u swojego przyjaciela Ernsta Udeta. Był on nieprzeciętnie uzdolnionym pilotem. Kiedy w filmie „Nieustraszony pilot Quax” zawodowy pilot po złamaniu nogi nie mógł występować, a o zastępstwo nie było łatwo podczas wojny, Rühmann sam latał we wszystkich scenach i wykonywał różne akrobatyczne figury lotnicze. Z powodu swojego wieku sprzedał swój samolot, gdy skończył 65 lat, jednak wkrótce zakupił ponownie nowy i latał nim aż do 80 roku życia. Wtedy ostatecznie oddał licencję pilota.

## Filmografia

### Aktor
- 1926 – Das deutsche Mutterherz (reż. Géza von Bolváry)
- 1927 – Dziewczyna z pięcioma zerami (Das Mädchen mit den fünf Nullen) (reż. Kurt Bernhardt)
- 1930 – Włamywacz (Einbrecher) (reż. Hanns Schwarz)
- 1930 – Trzech przyjaciół (Die drei von der Tankstelle) (reż. Wilhelm Thiele)
- 1931 – Bomby nad Monte Carlo (Bomben auf Monte Carlo) (reż. Hanns Schwarz)
- 1931 – Człowiek, który szuka swojego mordercy (Der Mann, der seinen Mörder sucht) (reż. Robert Siodmak)
- 1931 – Moja żona, hochsztaplerka (Meine Frau, die Hochstaplerin) (reż. Kurt Gerron)
- 1931 – Man braucht kein Geld (reż. Carl Boese)
- 1931 – Der brave Sünder (reż. Fritz Kortner)
- 1932 – Duma trzeciej kompanii (Der Stolz der 3. Kompanie) (reż. Fred Sauer)
- 1932 – Es wird schon wieder besser (reż. Kurt Gerron)
- 1933 – Lachende Erben (reż. Max Ophüls)
- 1933 – Heimkehr ins Glück (reż. Carl Boese)
- 1933 – Cesarzowa i ja (Ich und die Kaiserin) (reż. Friedrich Hollaender)
- 1934 – Die Finanzen des Großherzogs (reż. Gustaf Gründgens)
- 1934 – So ein Flegel (reż. Robert A. Stemmle)
- 1934 – Frasquita (reż. Carl Lamac)
- 1934 – Walc dla ciebie (Ein Walzer für dich) (reż. Georg Zoch)
- 1934 – Heinz na księżycu (Heinz im Mond) (reż. Robert A. Stemmle)
- 1935 – Niebo na ziemi (Der Himmel auf Erden) (reż. E. W. Emo)
- 1935 – Ewa (Eva), 1935 (reż. Johannes Riemann)
- 1936 – Allotria (reż. Willi Forst)
- 1936 – Ungeküsst soll man nicht schlafen gehn (reż. E. W. Emo)
- 1936 – Lumpacivagabundus (reż. Géza von Bolváry)
- 1936 – Wenn wir alle Engel wären (reż. Carl Froelich)
- 1937 – Człowiek, o którym się mówi (Der Mann, von dem man spricht) (reż. E. W. Emo)
- 1937 – Człowiek, który był Sherlockiem Holmsem (Der Mann, der Sherlock Holmes war) (reż. Karl Hartl)
- 1937 – Małżonek idealny (Der Mustergatte) (reż. Wolfgang Liebeneiner)
- 1938 – Die Umwege des schönen Karl (reż. Carl Froelich)
- 1938 – Fünf Millionen suchen einen Erben (reż. Carl Boese)
- 1938 – Nanu, Sie kennen Korff noch nicht? (reż. Fritz Holl)
- 1938 – 13 krzeseł (13 Stühle) (reż. E. W. Emo)
- 1939 – Florencki kapelusz (Der Florentiner Hut) (reż. Wolfgang Liebeneiner)
- 1939 – Raj kawalerów (Paradies der Junggesellen) (reż. Kurt Hoffmann)
- 1939 – Hurra, ich bin Papa! (reż. Kurt Hoffmann)
- 1940 – Jak cię widzą, tak cię piszą (Kleider machen Leute) (reż. Helmut Käutner)
- 1940 – Koncert życzeń (Wunschkonzert) (reż. Eduard von Borsody)
- 1941 – Nieustraszony pilot Quax (Quax, der Bruchpilot) (reż. Kurt Hoffmann)
- 1941 – Hauptsache glücklich! (reż. Theo Lingen)
- 1943 – Powierzam ci moją żonę (Ich vertraue Dir meine Frau an) (reż. Kurt Hoffmann)
- 1944 – Die Feuerzangenbowle (reż. Helmut Weiss)
- 1945 – Quax w Afryce (Quax in Afrika) (reż. Helmut Weiss)
- 1946 – Sag’ die Wahrheit (reż. Helmut Weiss)
- 1948 – Pan z innej gwiazdy (Der Herr vom anderen Stern) (reż. Heinz Hilpert)
- 1949 – Ich mach Dich glücklich (reż. Alexander von Slatinay)
- 1949 – Tajemnica czerwonego kota (Das Geheimnis der roten Katze) (reż. Helmut Weiss)
- 1952 – Das kann jedem passieren (reż. Paul Verhoeven)
- 1952 – Schäm’ dich, Brigitte! (später: Wir werden das Kind schon schaukeln) (reż. E.W. Emo)
- 1953 – Keine Angst vor großen Tieren (reż. Kurt Hoffmann)
- 1953 – Listonosz Müller (Briefträger Müller) (reż. John Reinhardt)
- 1954 – Auf der Reeperbahn nachts um halb eins (reż. Wolfgang Liebeneiner)
- 1955 – Międzylądowanie w Paryżu (Zwischenlandung in Paris) („Escale à Orly“) (reż. Jean Dréville)
- 1955 – Wenn der Vater mit dem Sohne (reż. Hans Quest)
- 1956 – Ciotka Charleya (Charleys Tante) (reż. Hans Quest)
- 1956 – Das Sonntagskind (reż. Kurt Meisel)
- 1956 – Kapitan z Köpenick (Der Hauptmann von Köpenick) (reż. Helmut Käutner)
- 1957 – Vater sein dagegen sehr (reż. Kurt Meisel)
- 1958 – Człowiek, który nie umiał mówić nie (Der Mann, der nicht nein sagen konnte) (reż. Kurt Früh)
- 1958 – W biały dzień (Es geschah am hellichten Tag) (reż. Ladislao Vajda)
- 1958 – Żelazny Gustav (Der eiserne Gustav) (reż. Georg Hurdalek)
- 1958 – Der Pauker (reż. Axel von Ambesser)
- 1959 – Ludzie w hotelu (Menschen im Hotel) (reż. Gottfried Reinhardt)
- 1959 – Ein Mann geht durch die Wand (reż. Ladislao Vajda)
- 1960 – Kolega ze szkoły (Mein Schulfreund) (reż. Robert Siodmak)
- 1960 – Der Jugendrichter (reż. Paul Verhoeven)
- 1960 – Dzielny wojak Szwejk (Der brave Soldat Schwejk) (reż. Axel von Ambesser)
- 1960 – Czarna owca (Das schwarze Schaf) (reż. Helmuth Ashley)
- 1961 – Kłamca (Der Lügner) (reż. Ladislao Vajda)
- 1962 – Er kann’s nicht lassen (reż. Axel von Ambesser)
- 1962 – Max, złodziej kieszonkowy (Max, der Taschendieb) (reż. Imo Moszkowicz)
- 1963 – Moja córka i ja (Meine Tochter und ich) (reż. Thomas Engel)
- 1963 – Dom w Montevideo (Das Haus in Montevideo) (reż. Helmut Käutner)
- 1964 – Uwaga pan Dodd! (Vorsicht Mr.Dodd!) (reż. Günter Gräwert)
- 1965 – Statek szaleńców (Das Narrenschiff) („Ship of Fools“) (reż. Stanley Kramer)
- 1965 – Karuzela miłości (Das Liebeskarussell) (reż.: Rolf Thiele, Alfred Weidenmann, Axel von Ambesser)
- 1965 – Dr med. Hiob Prätorius (reż. Kurt Hoffmann)
- 1966 – Hokuspokus oder: Wie lasse ich meinen Mann verschwinden...? (reż. Kurt Hoffmann)
- 1966 – Pieniądze albo życie! (Geld oder Leben) („La bourse et la vie“) (reż. Jean-Pierre Mocky)
- 1966 – Maigret und sein größter Fall (reż. Alfred Weidenmann)
- 1966 – Grek szuka Greczynki (Grieche sucht Griechin) (reż. Rolf Thiele)
- 1967 – Przygody kardynała Browna (Die Abenteuer des Kardinal Brown) („Operazione San Pietro“) (reż. Lucio Fulci)
- 1968 – Śmierć komiwojażera (Der Tod des Handlungsreisenden) (TV) (reż. Gerhard Klingenberg)
- 1968 – Kaczka dzwoni o w pół do ósmej (Die Ente klingelt um halb acht) (reż. Rolf Thiele)
- 1970 – Mój przyjaciel Harvey (Mein Freund Harvey) (TV) (reż. Kurt Wilhelm)
- 1971 – Kapitan (Der Kapitän), 1971 (reż. Kurt Hoffmann)
- 1973 – Oh Jonathan, oh Jonathan! (reż. Franz Peter Wirth)
- 1977 – Gefundenes Fressen (reż. Michael Verhoeven)
- 1977 – Chiński cud (Das chinesische Wunder) (reż. Wolfgang Liebeneiner)
- 1979 – Noch ’ne Oper (TV) (reż. Claus Peter Witt)
- 1979 – Balthasar im Stau (TV) (reż. Rudolf Jugert)
- 1981 – Pociąg do Manhattanu (Ein Zug nach Manhattan) (TV) (reż. Rolf von Sydow)
- 1983 – Es gibt noch Haselnuß-Sträucher (TV) (reż. Vojtěch Jasný)
- 1993 – Tak daleko, tak blisko (In weiter Ferne, so nah!) 1993, reż. Wim Wenders

### Reżyser
- 1938 – Lauter Lügen
- 1940 – Lauter Liebe
- 1943 – Sophienlund
- 1944 – Der Engel mit dem Saitenspiel
- 1948 – Die kupferne Hochzeit
- 1953 – Briefträger Müller

### Producent
- 1939 – Der Florentiner Hut
- 1939 – Paradies der Junggesellen
- 1940 – Kleider machen Leute
- 1941 – Quax, der Bruchpilot
- 1941 – Hauptsache glücklich!
- 1943 – Ich vertraue Dir meine Frau an
- 1944 – Die Feuerzangenbowle
- 1944 – Der Engel mit dem Saitenspiel
- 1947 – Quax in Afrika
- 1948 – Berlińska ballada (Berliner Ballade) (reż. Robert A. Stemmle)
- 1949 – Ich mach Dich glücklich
- 1949 – Das Geheimnis der roten Katze
- 1950 – Herrliche Zeiten (reż.: Günter Neumann, Erik Ode)
- 1953 – Briefträger Müller

## Nagrody i wyróżnienia
- 1938 – Internationale Filmfestspiele von Venedig: Medaille (Schauspielerische Leistung) für Der Mustergatte
- 1940 – Ernennung zum Staatsschauspieler
- 1940 – Ehrenmitgliedschaft des dänischen Fliegerclubs
- 1949 – Internationale Filmfestspiele von Venedig: Sonderpreis (Geistvolle Darstellung der deutschen Nachkriegsverhältnisse) für Berliner Ballade
- 1957 – Golden Gate Award (Best Actor) für Der Hauptmann von Köpenick
- 1957 – Kunstpreis der Stadt Berlin
- 1957 – Filmband in Gold (Bester Hauptdarsteller) für Der Hauptmann von Köpenick
- 1959 – Ernst-Lubitsch-Preis
- 1961 – Preis der deutschen Filmkritik
- 1961 – Filmband in Gold (Bester Hauptdarsteller) für Das schwarze Schaf
- 1962 – Bambi
- 1963 – Bambi
- 1964 – Bambi
- 1965 – Großes Verdienstkreuz des Verdienstordens der Bundesrepublik Deutschland
- 1965 – Bambi
- 1966 – Silberner Bildschirm der Zeitschrift TV-Hören und Sehen
- 1967 – Goldener Bildschirm
- 1967 – Bambi
- 1968 – Goldener Bildschirm
- 1968 – Bambi
- 1969 – Bambi
- 1971 – Bambi
- 1972 – Großes Verdienstkreuz des Verdienstordens der Bundesrepublik Deutschland mit Stern
- 1972 – Filmband in Gold für langjähriges und hervorragendes Wirken im deutschen Film
- 1972 – Goldene Leinwand (Sonderpreis) für besondere Verdienste
- 1972 – Ehrenmedaille der Spitzenorganisation der Filmwirtschaft (SPIO) für das Lebenswerk
- 1972 – Bambi
- 1973 – Bambi
- 1977 – Großes Verdienstkreuz des Verdienstordens der Bundesrepublik Deutschland mit Stern und Schulterband
- 1977 – Kultureller Ehrenpreis der Landeshauptstadt München
- 1978 – Bambi
- 1981 – Bayerischer Maximiliansorden für Wissenschaft und Kunst
- 1982 – Silberner Chaplin-Stock des Verbandes Deutscher Filmkritiker
- 1982 – Goldene Ehrenmünze der Landeshauptstadt München
- 1984 – Bambi
- 1986 – Bayerischer Filmpreis: Ehrenpreis
- 1989 – Ernennung zum Professor honoris causa für Kunst und Wissenschaft des Landes Nordrhein-Westfalen
- 1990 – Goldene Berolina
- 1992 – Magdeburger Otto für das Gesamtwerk
- 1994 – Goldene Kamera für das Lebenswerk
- 2006 – Platz 1 in der ZDF-Reihe „Unsere Besten” in der Sendung „Lieblingsschauspieler”

## Filmy dokumentalne o Rühmannie
- 1972 – Zum 70. Geburtstag Heinz Rühmann. Porträt eines Schauspielers (reż. Heribert Wenk)
- 1982 – Schauspieler, Flieger, Mensch (reż. Hermann Leitner)
- 1994 – Kleiner Mann ganz groß (reż. Bernhard Springer)